# Raparna auropurpurea
Raparna auropurpurea là một loài bướm đêm trong họ Noctuidae.